# Stanley Cup 1991
La finale della Stanley Cup 1991 è stata una serie al meglio delle sette gare che ha determinato il campione della National Hockey League per la stagione 1990-91. Al termine dei playoff i Pittsburgh Penguins, campioni della Prince of Wales Conference, si sfidarono contro i Minnesota North Stars, campioni nella Clarence S. Campbell Conference. I Penguins nella serie finale di Stanley Cup usufruirono del fattore campo in virtù del maggior numero di punti ottenuti nella stagione regolare, 88 punti contro i 68 dei North Stars. La serie iniziò il 15 maggio e finì il 25 maggio con la conquista da parte dei Penguins della Stanley Cup per 4 a 2.
Questa fu la prima finale di Stanley Cup disputata da due franchigie nate dopo l'espansione della lega nel 1967, al termine dell'era delle Original Six. Mentre per Minnesota fu la seconda apparizione alle finali, per i Penguins si trattò dell'esordio assoluto. Per la prima volta dal 1983 il titolo fu conquistato da una formazione statunitense, mentre l'ultima finale tutta americana risaliva al 1981, quando i North Stars furono sconfitti dai New York Islanders. Per la prima volta dal 1982 non giunsero in finale le due squadre dell'Alberta, i Calgary Flames e gli Edmonton Oilers.
Al termine della serie l'attaccante canadese Mario Lemieux fu premiato con il Conn Smythe Trophy, trofeo assegnato al miglior giocatore dei playoff.

## Contendenti

### Pittsburgh Penguins
I Pittsburgh Penguins conclusero la stagione regolare vincendo la Patrick Division con 88 punti conquistati. Al primo turno superarono per 4-3 i New Jersey Devils, mentre in finale di Division sconfissero i Washington Capitals per 4–1. Nella finale della Conference affrontarono i Boston Bruins, vincitori della Adams Division, e li superarono per 4–2.

### Minnesota North Stars
I Minnesota North Stars conclusero la stagione regolare al quarto posto nella Norris Division con 68 punti. Al primo turno sconfissero i detentori del Presidents' Trophy, i Chicago Blackhawks, per 4-2, mentre in finale di division superarono per 4-2 i St. Louis Blues. In finale di Conference sconfissero per 4-1 i detentori della Stanley Cup, gli Edmonton Oilers.

## Serie

### Gara 1
| Pittsburgh 15 maggio 1991 | Minnesota North Stars | 5 – 4 (2-1; 2-2; 1-1) referto                           | Pittsburgh Penguins | Civic Arena (16.164 spett.) |
| \| \| \| \| \| Broten 06:32, 37:01 Dahlén 09:49 Bureau 26:53 Smith 41:39 \| Marcatori \| 03:45 Samuelsson 23:54 Lemieux 27:43 Young 50:35 Mullen \| |                       |                                                         |                     |                             |
| |                       |                                                         |                     |                             |
| Broten 06:32, 37:01 Dahlén 09:49 Bureau 26:53 Smith 41:39                                                                                           | Marcatori             | 03:45 Samuelsson 23:54 Lemieux 27:43 Young 50:35 Mullen |                     |                             |

### Gara 2
| Pittsburgh 17 maggio 1991                                                                     | Minnesota North Stars | 1 – 4 (1-2; 0-2; 0-0) referto                  | Pittsburgh Penguins | Civic Arena (16.164 spett.) |
| \| \| \| \| \| Modano 20:55 \| Marcatori \| 14:26 Errey 19:10, 36:32 Stevens 35:04 Lemieux \| |                       |                                                |                     |                             |
|                                                                                               |                       |                                                |                     |                             |
| Modano 20:55                                                                                  | Marcatori             | 14:26 Errey 19:10, 36:32 Stevens 35:04 Lemieux |                     |                             |

### Gara 3
| Bloomington 19 maggio 1991                                                              | Pittsburgh Penguins | 1 – 3 (0-0; 0-2; 1-1) referto           | Minnesota North Stars | Met Center (15.378 spett.) |
| \| \| \| \| \| Bourque 41:23 \| Marcatori \| 27:21 Gagner 28:54 Smith 42:09 Duchesne \| |                     |                                         |                       |                            |
|                                                                                         |                     |                                         |                       |                            |
| Bourque 41:23                                                                           | Marcatori           | 27:21 Gagner 28:54 Smith 42:09 Duchesne |                       |                            |

### Gara 4
| Bloomington 21 maggio 1991 | Pittsburgh Penguins | 5 – 3 (3-1; 1-2; 1-0) referto         | Minnesota North Stars | Met Center (15.378 spett.) |
| \| \| \| \| \| Stevens 00:58 Francis 02:36 Lemieux 02:58 Trottier 29:56 Bourque 59:45 \| Marcatori \| 18:22 Gagner 33:10 Propp 38:25 Modano \| |                     |                                       |                       |                            |
| |                     |                                       |                       |                            |
| Stevens 00:58 Francis 02:36 Lemieux 02:58 Trottier 29:56 Bourque 59:45                                                                         | Marcatori           | 18:22 Gagner 33:10 Propp 38:25 Modano |                       |                            |

### Gara 5
| Pittsburgh 23 maggio 1991 | Minnesota North Stars | 4 – 6 (1-4; 2-1; 1-1) referto                                             | Pittsburgh Penguins | Civic Arena (16.164 spett.) |
| \| \| \| \| \| Broten 14:52 Gagner 26:54, 27:42 Dahlén 41:36 \| Marcatori \| 05:36 Lemieux 10:08 Stevens 11:45, 13:41 Recchi 36:26 Francis 58:21 Loney \| |                       |                                                                           |                     |                             |
| |                       |                                                                           |                     |                             |
| Broten 14:52 Gagner 26:54, 27:42 Dahlén 41:36 | Marcatori             | 05:36 Lemieux 10:08 Stevens 11:45, 13:41 Recchi 36:26 Francis 58:21 Loney |                     |                             |

### Gara 6
| Bloomington 25 maggio 1991 | Pittsburgh Penguins | 8 – 0 (3-0; 3-0; 2-0) referto | Minnesota North Stars | Met Center (15.378 spett.) |
| \| \| \| \| \| Samuelsson 02:00 Lemieux 12:19 Mullen 13:14, 38:44 Errey 33:15 Francis 34:28 Paek 41:19 Murphy 53:45 \| Marcatori \| \| |                     |                               |                       |                            |
| |                     |                               |                       |                            |
| Samuelsson 02:00 Lemieux 12:19 Mullen 13:14, 38:44 Errey 33:15 Francis 34:28 Paek 41:19 Murphy 53:45                                   | Marcatori           |                               |                       |                            |

## Roster dei vincitori
| Vincitori della Stanley Cup 1991 Pittsburgh Penguins | Portieri: Wendell Young, Tom Barrasso, Frank Pietrangelo Difensori: Jim Paek, Grant Jennings, Ulf Samuelsson, Paul Stanton, Randy Hillier (A), Gordie Roberts, Peter Taglianetti, Larry Murphy, Paul Coffey (A) Attaccanti: Joe Mullen, Mark Recchi, Ron Francis, Bob Errey (A), Jock Callander, Barry Pederson, Jock Callander, Randy Gilhen, Jay Caufield, Bryan Trottier (A), Troy Loney, Kevin Stevens, Phil Bourque, Scott Young, Jiří Hrdina, Mario Lemieux (C), Jaromír Jágr Staff Tecnico: Bob Johnson (Allenatore), Rick Kehoe (Ass. allenatore), Rick Paterson (Ass. allenatore), Barry Smith (Ass. allenatore) |